# 48.ª Cumbre del G7
La 48.ª cumbre del G7 se celebró del 26 al 28 de junio de 2022 en Schloss Elmau, Krün, Alpes bávaros, Alemania. Alemania organizó previamente una cumbre del G7 en 2015 en Schloss Elmau, Baviera.

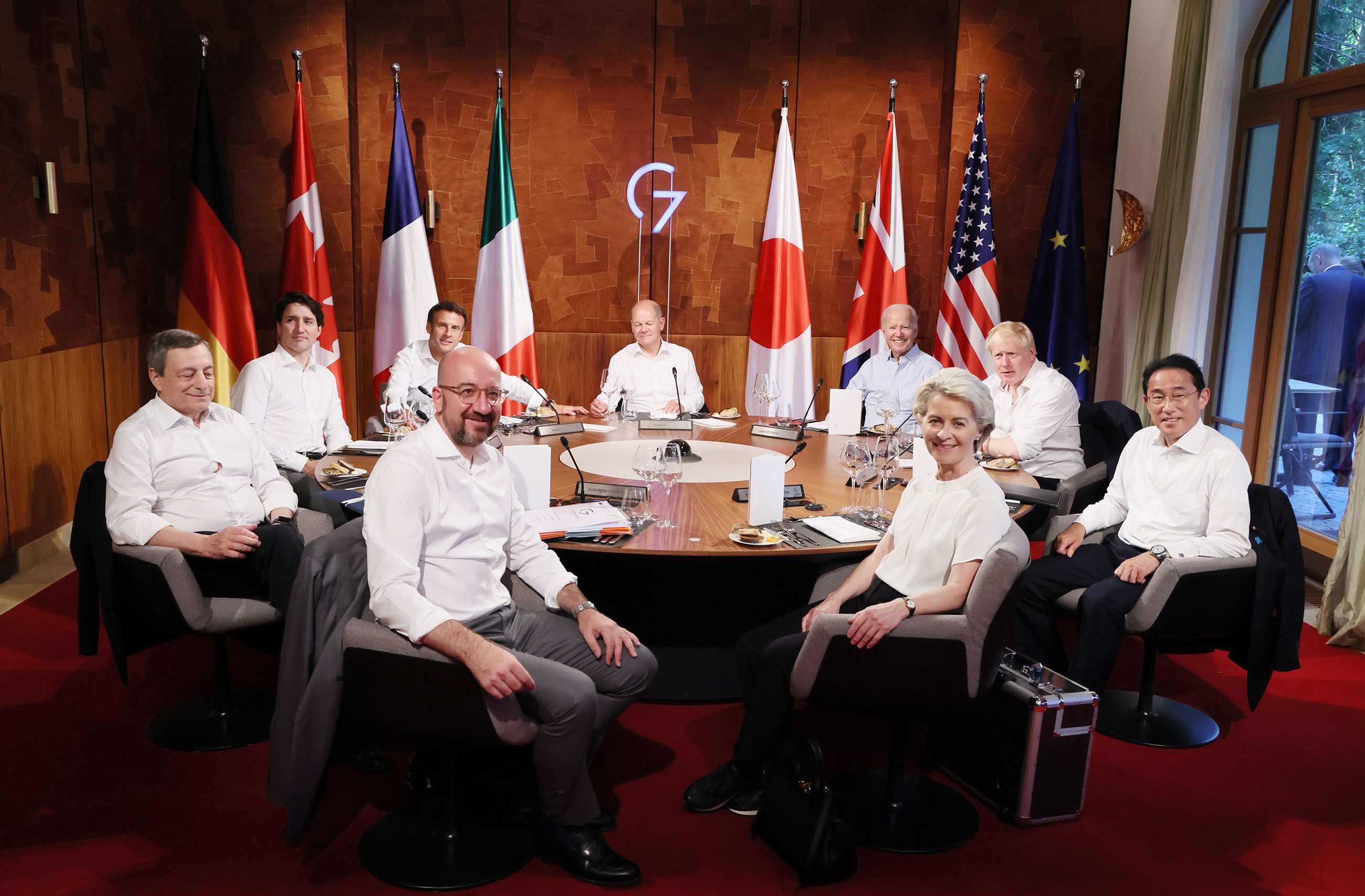

## Líderes en la cumbre
La cumbre de 2022 fue la primera cumbre para el canciller alemán Olaf Scholz y el primer ministro japonés Fumio Kishida.

## Agenda
Se discutieron los siguientes puntos de la agenda.
26 junio 2022
- Economía global
- Alianzas para infraestructura e inversión
- Política exterior y de seguridad

27 junio 2022
- Con el presidente ucraniano Volodymyr Zelenskyy (virtual): Se emitió la declaración de apoyo a Ucrania.[5][6][7]

- "Invertir en un futuro mejor" sobre clima, energía y salud con países socios del G7 y organizaciones internacionales: El Reino Unido anunció 25 millones de libras esterlinas de respaldo de ayuda del Reino Unido para un nuevo fondo para garantizar que el mundo esté mejor preparado para vencer futuras pandemias.  Resumen del presidente del G7 sobre la aceleración de una transición limpia y justa hacia la neutralidad climática y la declaración sobre de fueron emitidos.[8][9]

- Seguridad alimentaria mundial, igualdad de género con países socios del G7 y organizaciones internacionales con los invitados de divulgación: Japón preparó un plan para proporcionar alrededor de 200 millones de dólares para ayudar a abordar una crisis alimentaria mundial en medio de la actual invasión de Ucrania por parte de Rusia.[10] Se emitió la declaración sobre la seguridad alimentaria mundial.[11]

28 junio 2022
- Orden multilateral y digital
- Preparándose para la cumbre del G20 en Bali de 2022

El Comunicado de los Líderes del G7 se emitió después de las cumbres.

## Eventos que conducen a la cumbre
El 19 de febrero de 2022, se celebró la Reunión de Ministros de Relaciones Exteriores del G7 con la participación del Ministro de Relaciones Exteriores de Ucrania y se emitió una declaración sobre Rusia y Ucrania.
En marzo de 2022, los ministros de Relaciones Exteriores del G7 acordaron imponer sanciones más duras a Rusia si no detiene su ataque a Ucrania y exigieron, en particular, que Moscú detuviera los ataques en las cercanías de las centrales nucleares. El canciller alemán Olaf Scholz invitó a los líderes del G7 a una cumbre el 24 de marzo de 2022 en Bruselas, Bélgica. La reunión estaba incrustada en la cumbre de la OTAN y el Consejo Europeo. Los líderes mundiales advirtieron que si Rusia usara armas químicas o nucleares, se verían obligados a responder.
El 7 de abril de 2022, se celebró en Bruselas la reunión de Ministros de Relaciones Exteriores del G7 para discutir sobre la situación de Ucrania y emitieron su declaración reafirmando que tomarán medidas adicionales contra Rusia hasta que el país detenga su invasión de Ucrania. Ese día, los líderes del Grupo de los Siete también emitieron una declaración en medio de los crecientes llamamientos para que Rusia rinda cuentas por los asesinatos de civiles. Y el 19 de abril de 2022, los líderes se reunieron y discutieron en una videoconferencia sobre sus esfuerzos coordinados para imponer costos económicos severos para responsabilizar a Rusia.
El 8 de mayo de 2022, los líderes discutieron en una videoconferencia y emitieron una declaración conjunta diciendo que reforzarán el aislamiento económico de Rusia. Después de reunirse virtualmente con el presidente ucraniano Volodymyr Zelenskyy, se comprometieron a eliminar gradualmente la dependencia de la energía rusa. Y el 9 de mayo de 2022, los ministros de Relaciones Exteriores del G7 y el Alto Representante de la UE dieron una declaración sobre el proceso de selección para las elecciones de Jefe Ejecutivo de Hong Kong de 2022. El 14 de mayo de 2022, emitieron otra declaración sobre la guerra de Rusia contra Ucrania y presionaron a China para que ejerciera una presión real sobre Rusia.

## Lista de referencia
1. ↑  «International Bureau». www.internationales-buero.de. Consultado el 10 de julio de 2021.
2. ↑  «Germany's Merkel hopes for G7 infrastructure plans in 2022». Reuters. 13 de junio de 2021. Consultado el 10 de julio de 2021.
3. ↑  «Federal Government: G7 Summit to be held at Schloss Elmau in 2022.». Website of the Federal Government (en inglés). Consultado el 15 de enero de 2022.
4. ↑  «2022 Elmau Summit Agenda». G7 Research Group, University of Toronto. 26 de junio de 2022. Consultado el 27 de junio de 2022.
5. ↑  «G7 Statement on Support for Ukraine». The Press and Information Office of the Federal Government, Germany. 27 de junio de 2022. Consultado el 27 de junio de 2022.
6. ↑  «Annex to G7 Statement on Support for Ukraine». The Press and Information Office of the Federal Government, Germany. 27 de junio de 2022. Consultado el 27 de junio de 2022.
7. ↑  Angelo Amante (27 de junio de 2022). «G7: we will stand with Ukraine 'for as long as it takes'». Consultado el 27 de junio de 2022.
8. ↑  «G7 Chair's Summary: Joining Forces to Accelerate Clean and Just Transition towards Climate Neutrality». The Press and Information Office of the Federal Government, Germany. 27 de junio de 2022. Consultado el 27 de junio de 2022.
9. ↑  «G7 Statement on Climate Club». The Press and Information Office of the Federal Government, Germany. 28 de junio de 2022. Consultado el 28 de junio de 2022.
10. ↑  «Kishida to pledge $200 mil. to help address global food crisis». 27 de junio de 2022. Consultado el 28 de junio de 2022.
11. ↑  «G7 Statement on Global Food Security». The Press and Information Office of the Federal Government, Germany. 28 de junio de 2022. Consultado el 28 de junio de 2022.
12. ↑  «G7 Leaders' Communiqué – Executive Summary». The Press and Information Office of the Federal Government, Germany. 28 de junio de 2022. Consultado el 28 de junio de 2022.
13. ↑  «G7 Leaders' Communiqué». The Press and Information Office of the Federal Government, Germany. 28 de junio de 2022. Archivado desde el original el 30 de junio de 2022. Consultado el 28 de junio de 2022.
14. ↑  «G7 Foreign Ministers' Meeting». Ministry of Foreign Affairs, Japan. 19 de febrero de 2022. Consultado el 25 de marzo de 2022.
15. ↑  «G7 Foreign Ministers' Statement on Russia and Ukraine». EEAS. 19 de febrero de 2022. Consultado el 25 de marzo de 2022.
16. ↑  «G7 Foreign Ministers' Meeting Statement of 04.03.2022». 4 de marzo de 2022. Consultado el 24 de marzo de 2022.
17. ↑  «G7 to slap tougher sanctions on Russia if attack on Ukraine continues». 5 de marzo de 2022. Consultado el 21 de marzo de 2022.
18. ↑  «Germany's Scholz invites G7 leaders to summit next Thursday». 19 de marzo de 2022. Consultado el 21 de marzo de 2022.
19. ↑  «Kishida to attend G7 summit in Brussels as world powers discuss Ukraine crisis». 19 de marzo de 2022. Archivado desde el original el 31 de mayo de 2022. Consultado el 21 de marzo de 2022.
20. ↑  «G7 Leaders' Statement». White House. 24 de marzo de 2022. Consultado el 25 de marzo de 2022.
21. ↑  «Ukraine daily roundup: World leaders show united front at major summits». 24 de marzo de 2022. Consultado el 25 de marzo de 2022.
22. ↑  «Statement of the G7 Foreign Ministers 07.04.2022». G7. 7 de abril de 2022. Consultado el 7 de abril de 2022.
23. ↑  «G7 foreign ministers agree to take additional measures against Russia». 7 de abril de 2022. Consultado el 7 de abril de 2022.
24. ↑  «G7 Leaders' Statement – Berlin, 7 April 2022». G7. 7 de abril de 2022. Consultado el 8 de abril de 2022.
25. ↑  «G7 to ban Russian coal imports». 7 de abril de 2022. Consultado el 8 de abril de 2022.
26. ↑  «Readout of the President’s Call with Allies and Partners». White House. 19 de abril de 2022. Consultado el 19 de abril de 2022.
27. ↑  «U.S., Japan, EU affirm swift aid to Ukraine as assault in east starts». 19 de abril de 2022. Consultado el 19 de abril de 2022.
28. ↑  «G7 Leaders' Statement – Berlin, 8 May 2022». G7. 8 de mayo de 2022. Consultado el 8 de mayo de 2022.
29. ↑  «G7 leaders pledge further economic isolation of Russia». 8 de mayo de 2022. Consultado el 8 de mayo de 2022.
30. ↑  «Hong Kong Chief Executive selection, May 2022: G7 foreign ministers' statement». gov.uk. 9 de mayo de 2022. Consultado el 15 de mayo de 2022.
31. ↑  «G-7 voices "grave concern" over process of selecting Hong Kong chief». 9 de mayo de 2022. Consultado el 15 de mayo de 2022.
32. ↑  «G7 Foreign Ministers: Statement on Russia’s war against Ukraine». G7. 14 de mayo de 2022. Consultado el 15 de mayo de 2022.
33. ↑  «G7 presses China to put real pressure on Putin». 14 de mayo de 2022. Consultado el 15 de mayo de 2022.